# Euagathis indica
Euagathis indica är en stekelart som beskrevs av Günther Enderlein 1920. Euagathis indica ingår i släktet Euagathis och familjen bracksteklar. Inga underarter finns listade i Catalogue of Life.